# Фокусировочный экран

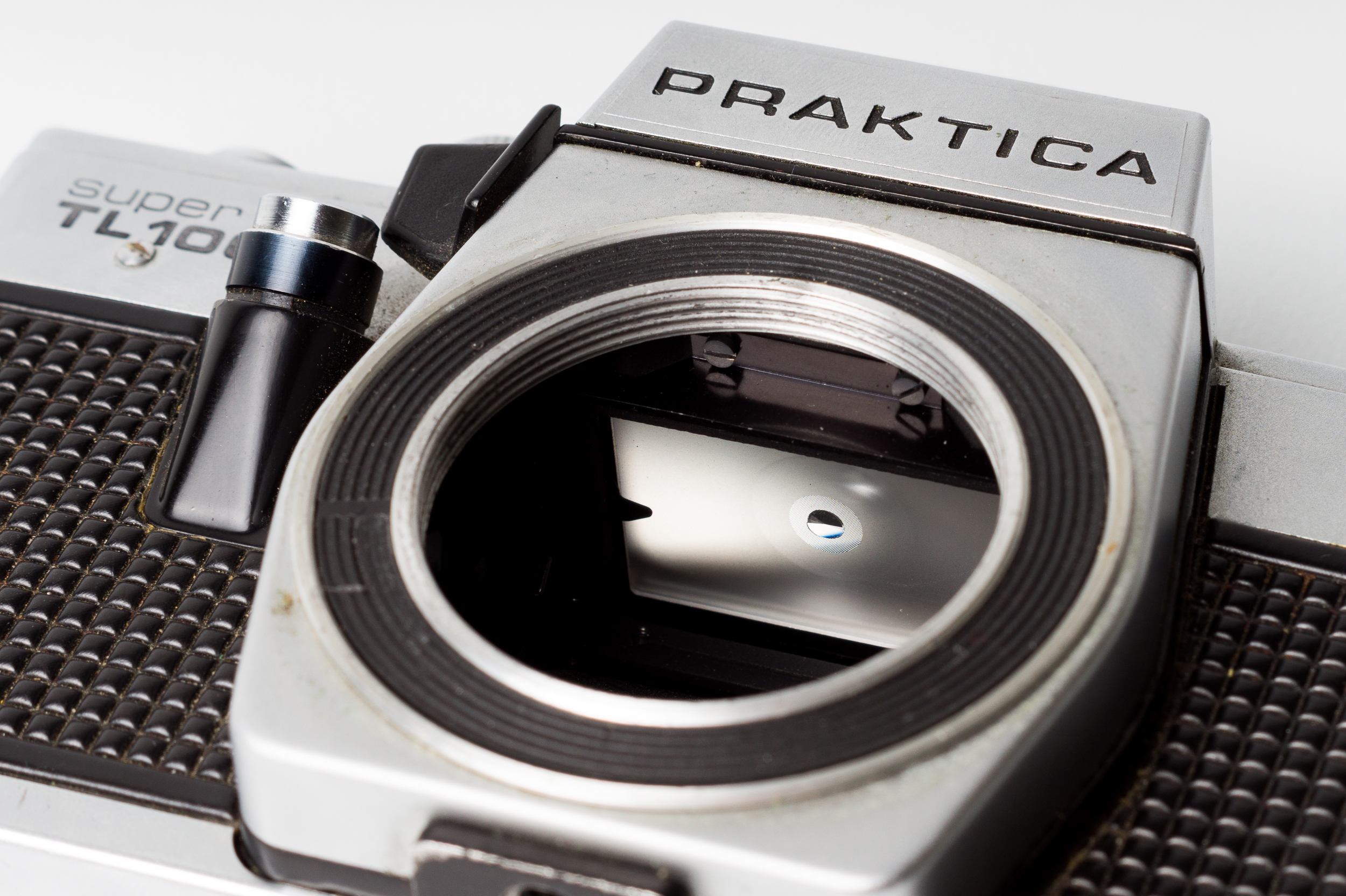
Фокусировочный экран зеркального фотоаппарата «Praktica Super TL 1000»

Устройство зеркального видоискателя:
1 — Объектив
2 — Поворотное зеркало (в опущенном положении)
3 — Фокальный затвор
4 — Фотоплёнка или цифровая матрица
5 — Фокусировочный экран
6 — Коллективная линза
7 — Пентапризма или пентазеркало
8 — Окуляр

Фокусировочный экран, сменный фокусировочный экран — оптическая поверхность, которая служит для наблюдения и фокусировки действительного изображения, даваемого съёмочным объективом фотоаппарата или кинокамеры. 
Понятие вошло в употребление одновременно с появлением системных зеркальных фотоаппаратов, в которых фокусировочный экран выполнен как сменная деталь. Это позволило выбирать различные вспомогательные устройства фокусировки, такие как микрорастр и клинья Додена, наиболее подходящие к конкретным условиям съёмки, фокусному расстоянию и светосиле объектива. В профессиональной киносъёмочной аппаратуре с зеркальным обтюратором используется только матовое стекло (англ. Ground Glass), которое в многоформатных камерах также выполняется сменным, но при этом служит для обозначения границ кадра разных кинематографических систем и разметки скрытого кашетирования.

## Конструкция
Прообразом фокусировочного экрана может считаться матовое стекло фотоаппаратов прямого визирования, которое представляет собой плоскопараллельную стеклянную пластину, одна из поверхностей которой матирована. Стекло устанавливается на место кассеты с фотоплёнкой или фотопластинкой таким образом, чтобы положение матированной поверхности и фотоэмульсии совпадали. В этом случае объекты, отображаемые резко на матовом стекле, будут резкими и на фотоматериале. Вследствие направленного характера рассеяния света, яркость наблюдаемого изображения неравномерна, снижаясь к углам. Это происходит из-за наклона световых пучков на краях кадра. На матовом стекле при этом отчётливо различимо «горячее пятно», представляющее собой размытое изображение выходного зрачка объектива. Для того, чтобы рассмотреть изображение в углах такого матового стекла, приходится перемещать голову. Именно с низкой яркостью изображения видоискателя камер прямого визирования связан образ фотографа, накрывающегося тёмным покрывалом. 
В зеркальных фотоаппаратах для получения равномерной высокой яркости фокусировочного экрана 5 над ним располагается плоско-выпуклая коллективная линза 6, выполняющая функцию конденсора. Она строит изображение выходного зрачка объектива в плоскости окуляра 8, обеспечивая равномерную яркость по полю. При этом свет от объектива используется наиболее эффективно, практически без потерь попадая в окуляр. Впервые такое решение использовано в 1949 году в фотоаппарате «Contax S», оснащённом оборачивающей пентапризмой и коллективной линзой. В киносъёмочных аппаратах, обладающих более сложным и громоздким устройством сопряжённого визира, используются две коллективные линзы, одна из которых размещена непосредственно над зеркальным обтюратором, а другая устанавливается в передней фокальной плоскости окуляра лупы. 
В ранних зеркальных фотоаппаратах фокусировочный экран не был отдельной сменной деталью. Его функцию выполняла матированная нижняя поверхность коллективной линзы (Asahi Pentax, «Зенит»). 
В более современной фотоаппаратуре, кроме коллективной линзы, для уменьшения её кривизны и аберраций используется ступенчатая линза Френеля, плоская обратная поверхность которой матируется и снабжается вспомогательными фокусировочными устройствами. Некоторые производители переворачивают линзу Френеля матовой поверхностью к окуляру, снижая заметность мешающей концентрической структуры. При этом шаг между соседними кольцевыми зонами качественных линз составляет не более 0,03—0,05 мм. В некоторых малоформатных и в большинстве среднеформатных зеркальных фотоаппаратов роль коллективной линзы полностью берёт на себя линза Френеля или нижняя грань пентапризмы (Hasselblad, «Киев-88», «Зенит-TTL», Olympus OM-1). 
Современные фокусировочные экраны представляют собой плоскую линзу Френеля, изготовленную методом горячего прессования из акрилата. Замена фокусировочного экрана производится сверху при снятой пентапризме, или через отверстие байонета при снятом объективе, если видоискатель не обладает съёмной конструкцией. 

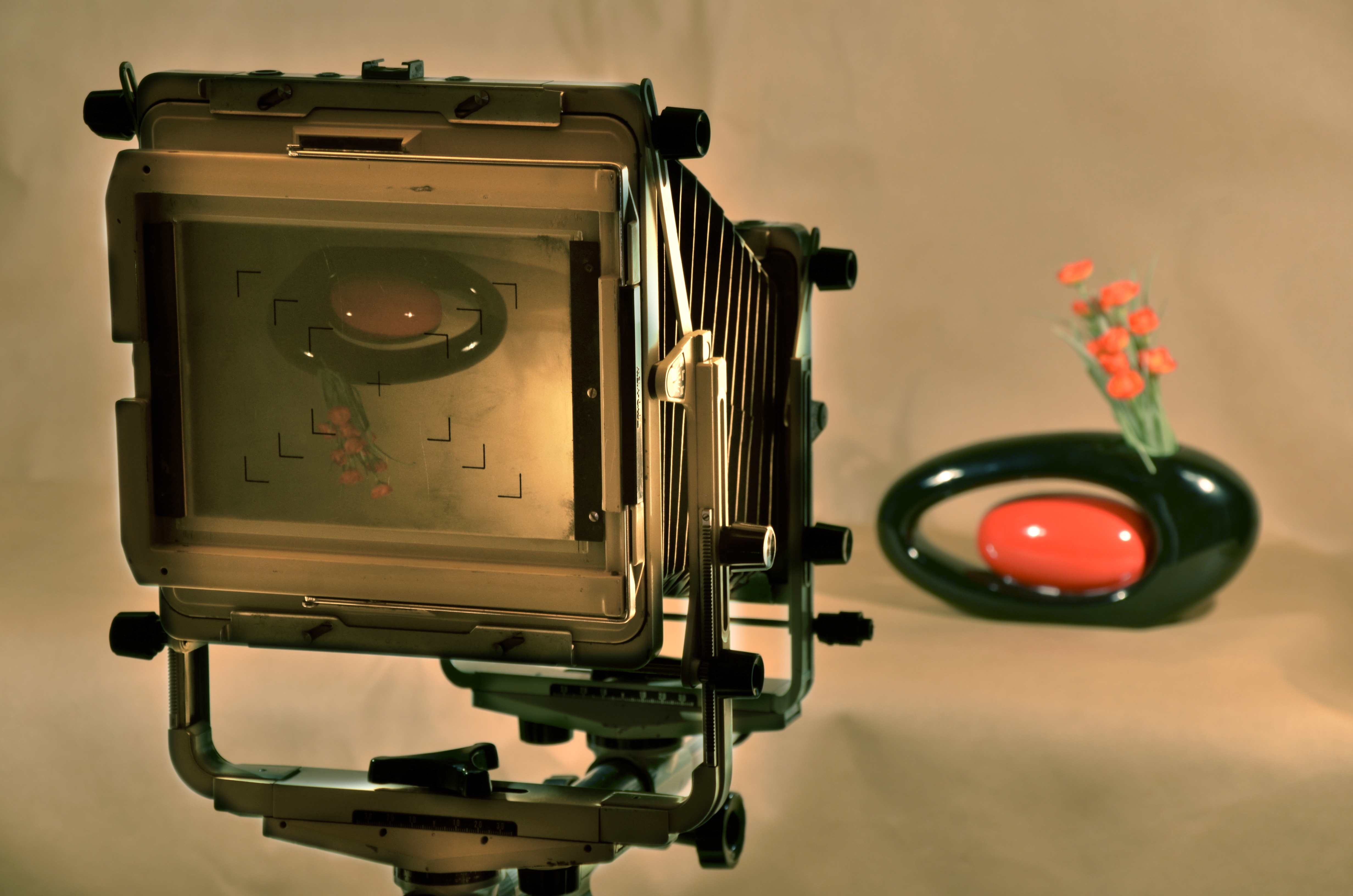
Матовое стекло крупноформатного фотоаппарата.
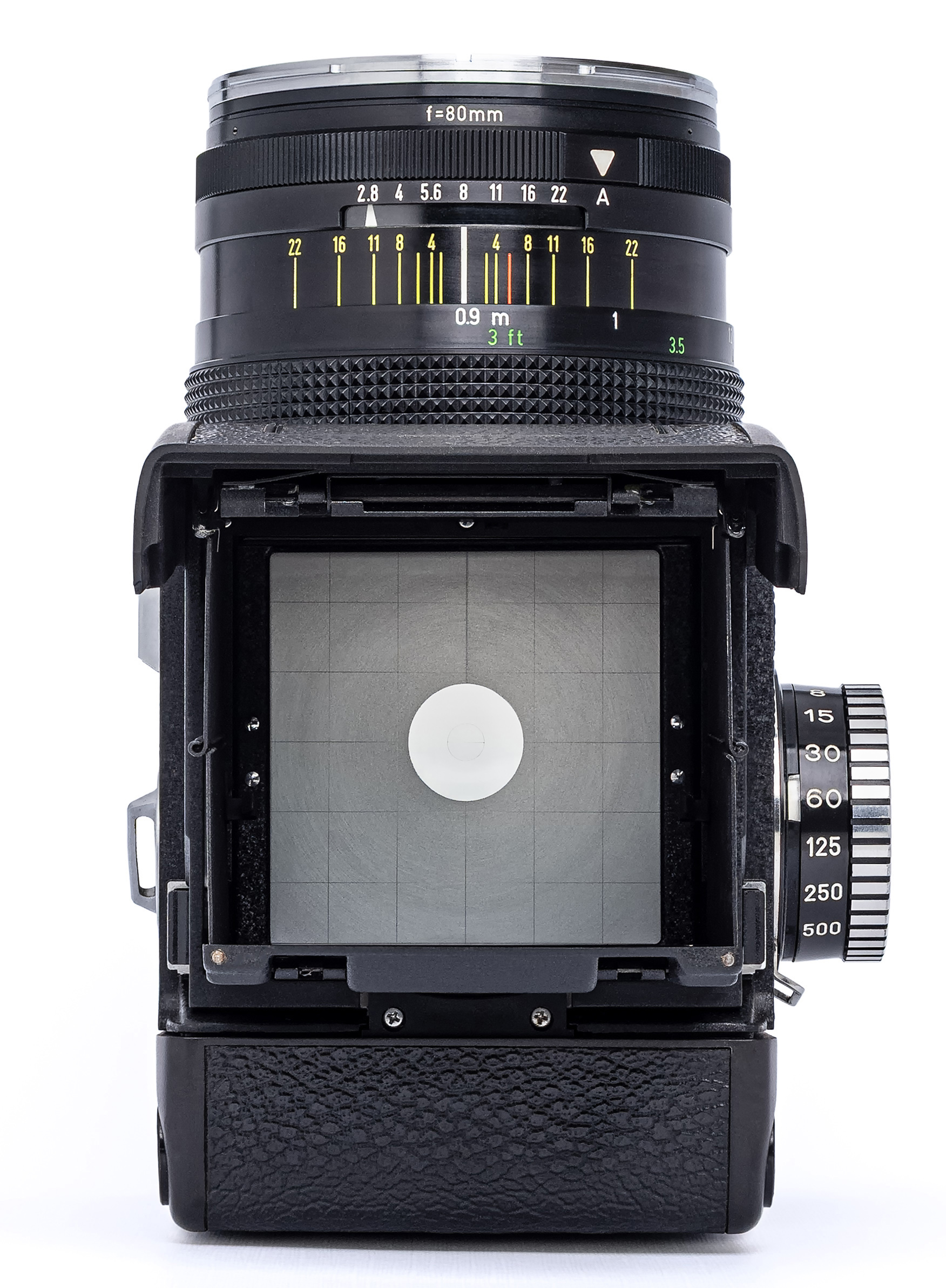
Фокусировочный экран среднеформатной камеры Rolleiflex.
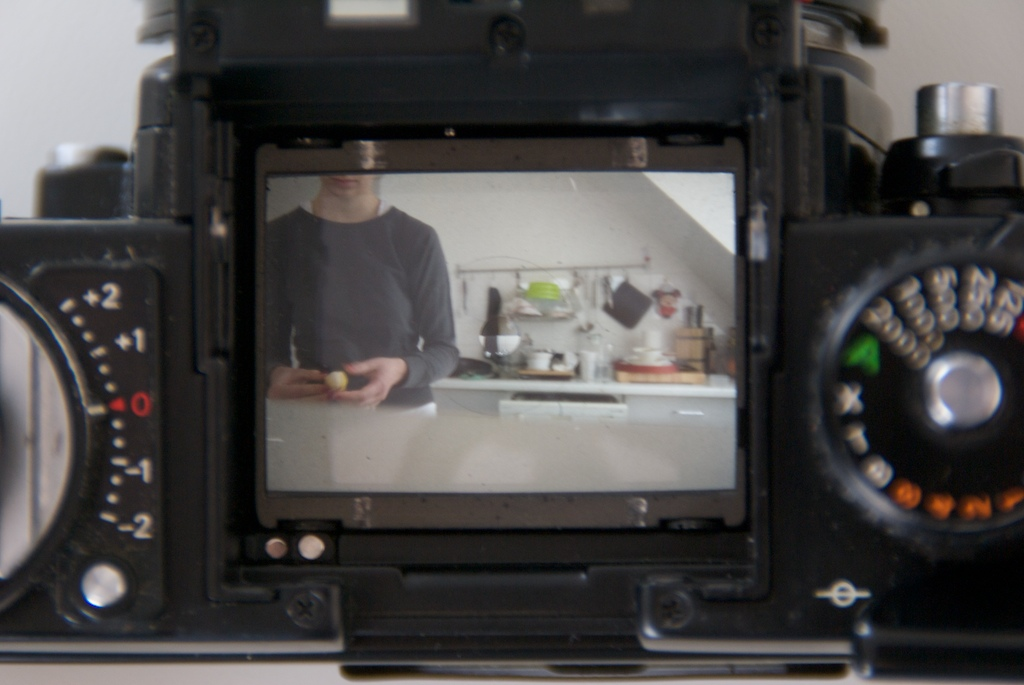
Изображение на фокусировочном экране Nikon F3.
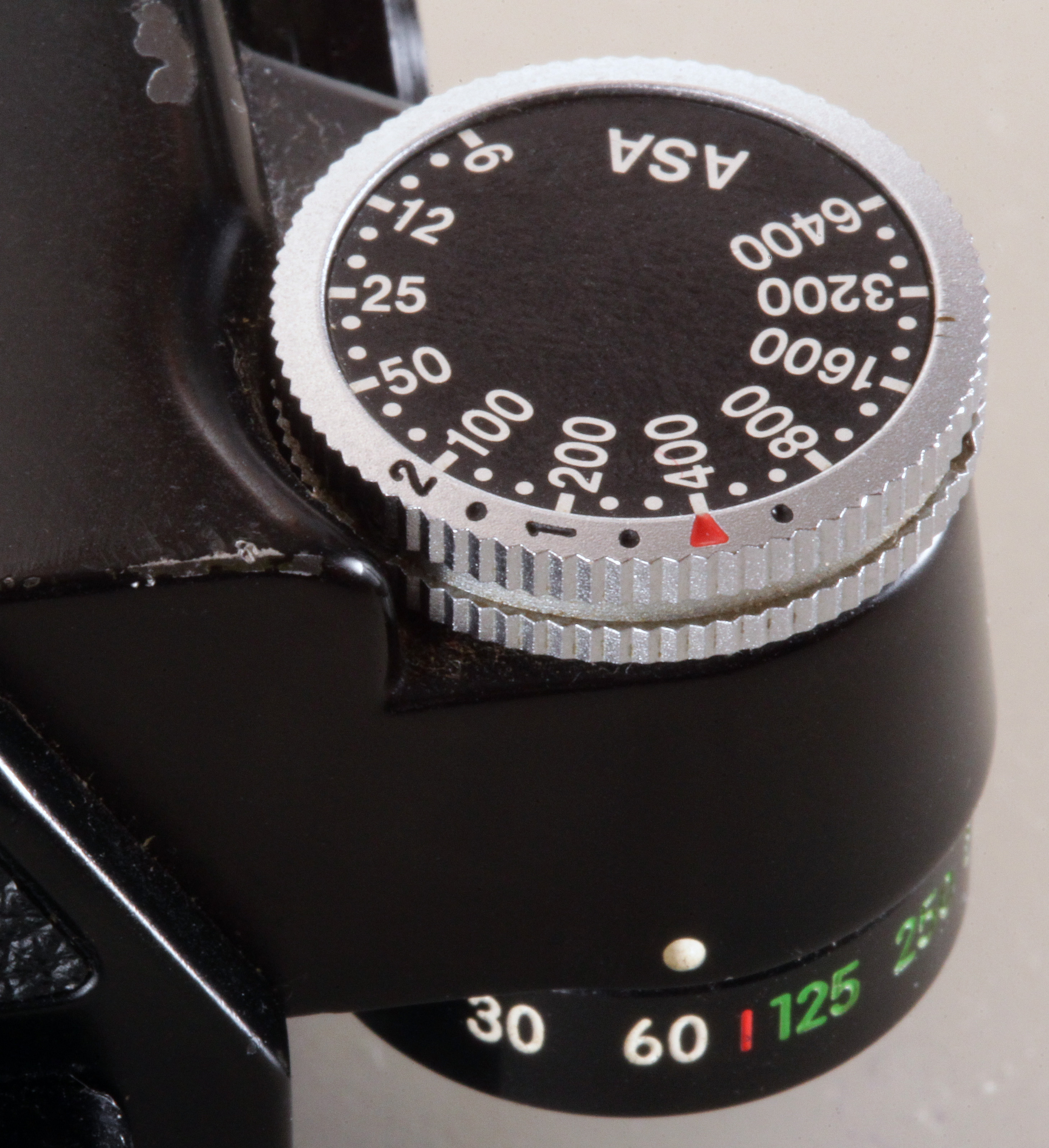
Шкала экспокоррекции для сменных экранов камеры Nikon F2.
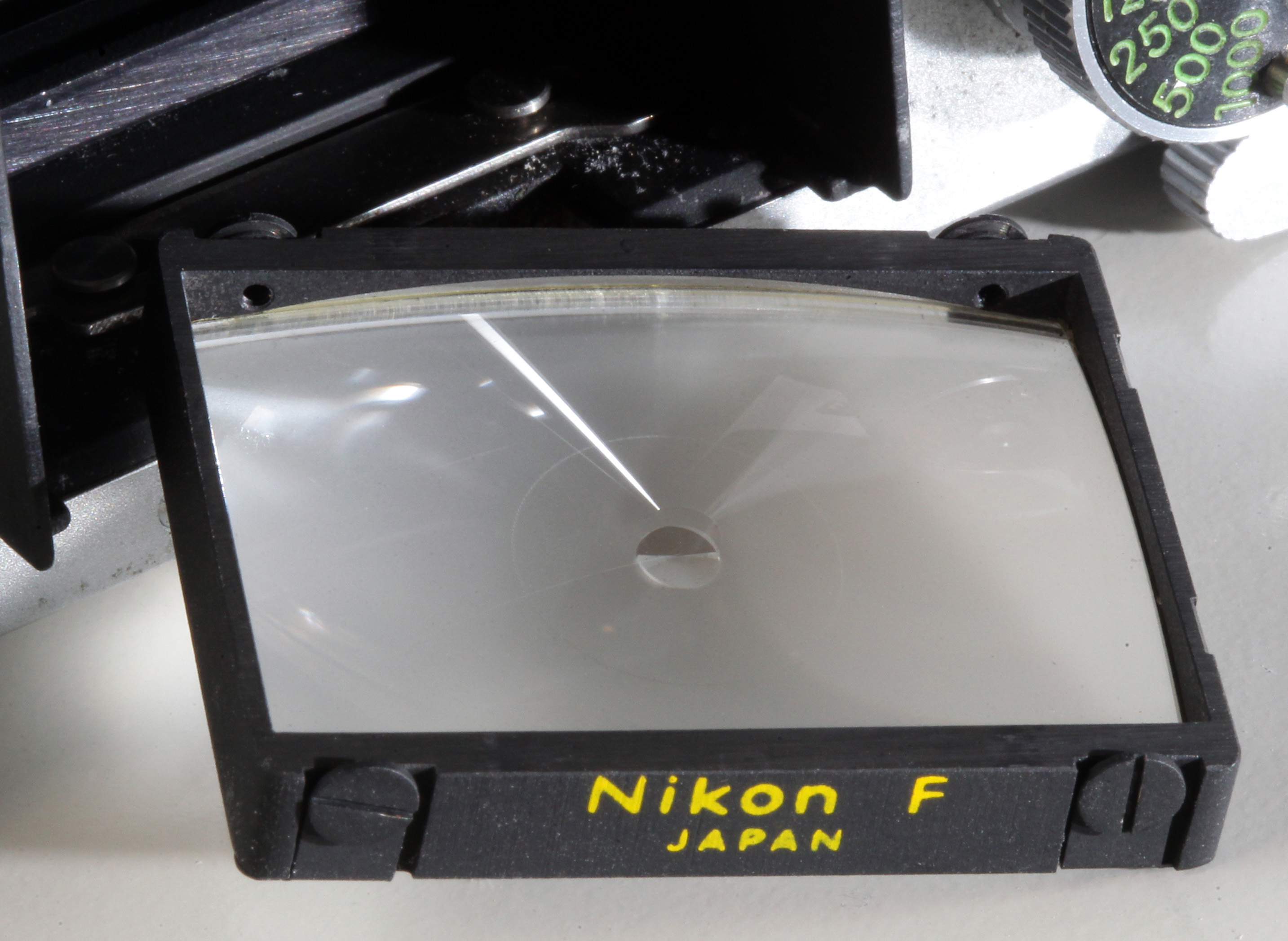
Фокусировочный экран фотоаппарата Nikon F.
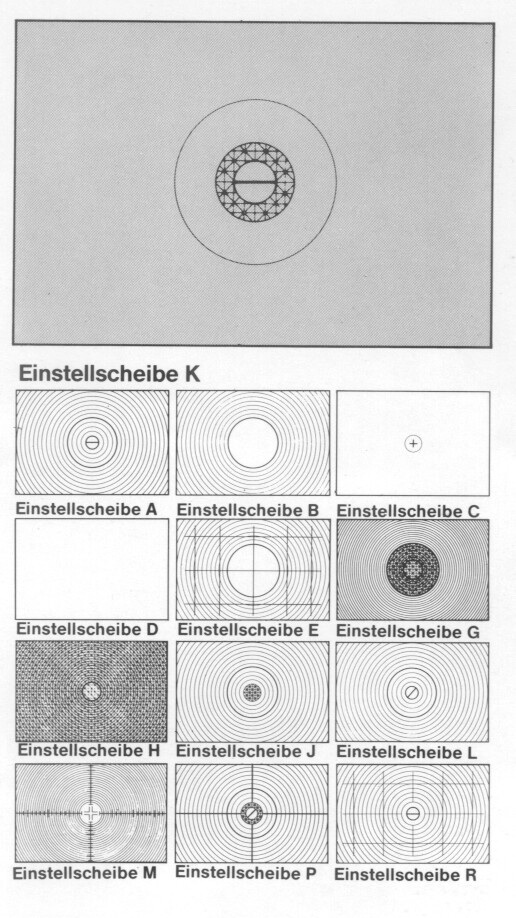
Фокусировочные экраны фотоаппаратов Nikon F и Nikon F2.

В большинстве фотоаппаратов со сменной пентапризмой коллективная линза заменяется вместе с экраном, собранным с ней в общей металлической оправе, как это сделано в камерах «Алмаз-103», Nikon F или Canon F-1. В последнем случае фокусировочный экран, кроме наводки на резкость выполняет функцию отбора света для встроенного TTL-экспонометра при помощи многослойного светопровода. Единственным известным исключением из правила является Pentax LX, в котором экраны заменяются со стороны объектива, несмотря на съёмный видоискатель. Аналогичным образом сменные экраны извлекаются из аппаратуры с жёстковстроенной пентапризмой (Nikon FA, Pentax 645, Canon EOS-1), где коллективная линза выполняется несъёмной, а фокусировочный экран изготавливается без оправы. В этом случае в комплект каждого сменного экрана входит специальный пинцет, повышающий удобство замены.
Способ замены через отверстие байонета удешевляет сменные экраны, поскольку используются общие коллективная линза и оправа. Последняя представляет собой откидную рамку в фотоаппарате над зеркалом.

## Вспомогательные фокусировочные устройства

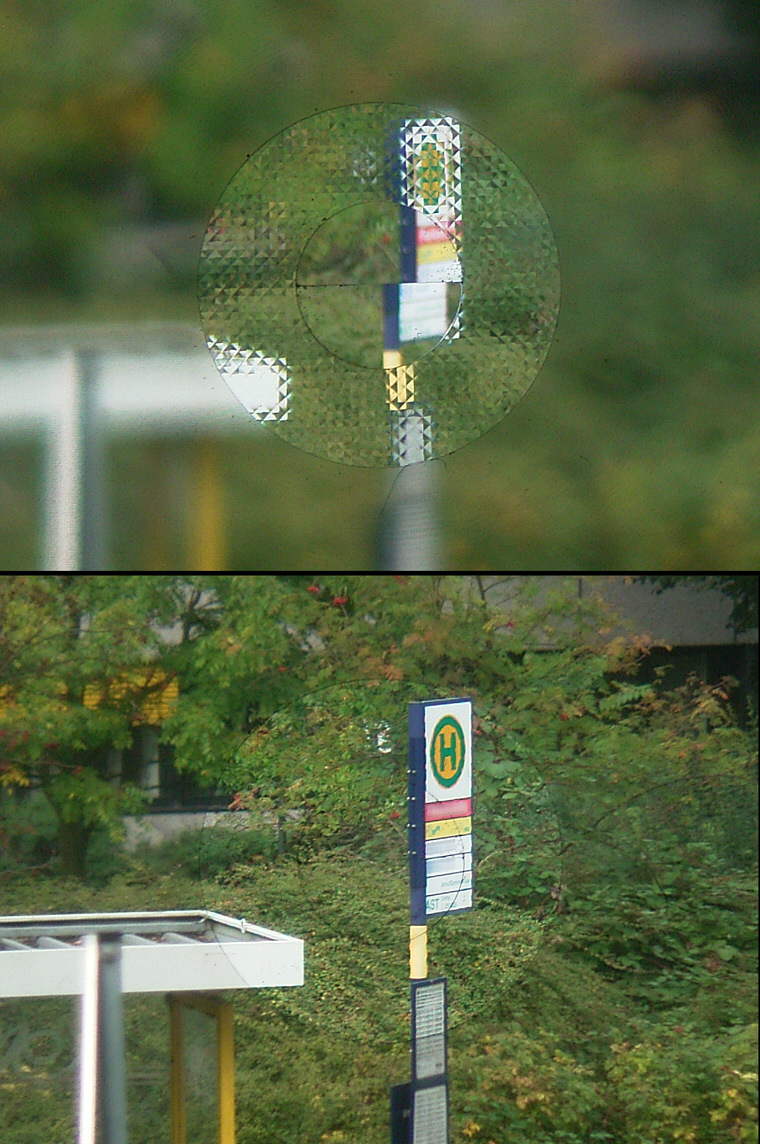
Изображение, наблюдаемое на комбинированном фокусировочном экране, одновременно снабжённом клиньями Додена и микрорастром. Вверху изображение не в фокусе, внизу сфокусировано

Основным типом фокусировочного экрана считается матированная поверхность стекла или линзы Френеля. От качества и структуры матовой поверхности зависят яркость изображения и удобство фокусировки. Наиболее совершенное матирование получается при помощи лазера, впервые использованного для этого при изготовлении фокусировочных экранов фотоаппарата Canon New F-1. Однако сложность визуальной фокусировки по матовой поверхности заставляет использовать в однообъективных зеркальных фотоаппаратах различные вспомогательные устройства, главными разновидностями которых считаются клинья Додена и микрорастр. 
Первый тип позволяет использовать способ наводки, аналогичный дальномеру: контуры объектов, пересекающие клинья, выглядят смещёнными друг относительно друга, если объектив не сфокусирован. Микрорастр представляет собой сетку из прозрачных микропирамид величиной порядка 0,03 мм, вершины которых совпадают с плоскостью точной фокусировки. В случае, когда резкое изображение объекта съёмки не совпадает с вершинами растра, оно «рассыпается» на мелкие фрагменты, представляющие собой изображения граней пирамид. В обоих случаях отсутствие точной фокусировки заметно значительно лучше, чем на матовом стекле. 
Клинья Додена и микрорастр обычно выполняются в виде центрального пятна посреди остальной матовой поверхности, предназначенной для фокусировки и определения глубины резкости, не отображаемой вспомогательными устройствами. Некоторые фокусировочные экраны целиком заполняются микрорастром, повышающим яркость изображения за счёт отсутствия светорассеяния. Такие экраны пригодны только для некоторых видов съёмки, поскольку не отображают глубину резкости.
Наиболее универсальные комбинированные фокусировочные экраны одновременно содержат клинья, микропризмы и матированную поверхность. Главными недостатками фокусировочных приспособлений считается невозможность их использования с объективами, обладающими небольшой светосилой, и при рабочем значении диафрагмы. В большинстве случаев эффективная работа этих устройств возможна при относительном отверстии не ниже f/4. При дальнейшем уменьшении отверстия клинья и микрорастр выглядят, как чёрное пятно, и мешают визированию. Поэтому для съёмки объективами с низкой светосилой используются специальные фокусировочные экраны, чаще всего со сплошной матовой поверхностью. 
Вспомогательные устройства наиболее актуальны в фотоаппаратах с ручной фокусировкой. В камерах с автофокусом их применение нецелесообразно, поэтому штатные фокусировочные экраны таких фотоаппаратов имеют равномерную матированную поверхность с разметкой различных зон, в том числе указывающих местонахождение датчиков системы автофокуса и зон точечного или центровзвешенного экспозамера. В камерах с несколькими датчиками автофокуса на фокусировочном экране могут отображаться световые метки выбранных или сработавших датчиков.
При съёмке сменными объективами с ручной фокусировкой для повышения её точности устанавливается экран с клиньями Додена или микрорастром. Так, для фотоаппаратов серий Canon EOS-1V и Canon EOS-1D выпускаются экраны Ec-A с микрорастром и Ec-B с клиньями Додена.
Для фотоаппарата Nikon F6 выпускаются аналогичные экраны типов A, J и L. Сменные фокусировочные экраны выпускаются также независимыми производителями, например, «KatzEye» и «Fresnel Optics» («Beattie Intenscreen»). Конструкция профессиональных цифровых зеркальных фотоаппаратов до сих пор позволяет менять фокусировочный экран, несмотря на наличие эффективного автофокуса. Это даёт возможность выбирать наиболее подходящий тип оптической поверхности для повышения удобства визирования и ручной фокусировки.

## Разновидности экранов
Сменные фокусировочные экраны могут быть как универсальными, так и узкоспециализированными, пригодными только для одного вида съёмки. В качестве штатного или несъёмного, как правило, используется наиболее универсальный экран. В неавтофокусных фотоаппаратах он содержит оба типа фокусировочных устройств и матированное поле. В редких случаях поверхность экрана не матируется, оставаясь прозрачной. Такие экраны дают более яркое изображение, облегчая визирование при низкой освещённости, но фокусировка по ним невозможна, и в центре они снабжаются клином или микрорастром. Экраны с нематированной прозрачной поверхностью без фокусировочных устройств пригодны только для специальных видов съёмки, таких как макросъёмка, микрофотография и эндоскопия, когда фокусировка производится по воздушному изображению. Для этого на поверхности таких экранов наносится тонкое перекрестие для точной аккомодации хрусталика фотографа. 
Некоторые экраны снабжаются разметкой в виде сетки или шкалы. Такие приспособления особенно удобны при съёмке шифт-объективами. В этом случае сетка служит для контроля перспективных искажений, недопустимых в профессиональной архитектурной и интерьерной фотографии. Разные фокусировочные экраны обладают различным светопропусканием. При использовании TTL-экспонометра этот фактор имеет значение, поскольку в большинстве случаев измеряется яркость изображения на матовом стекле. Поэтому сменные экраны в случае нестандартной прозрачности маркируются для ввода экспокоррекции, компенсирующей возможную ошибку измерения. В некоторых случаях коррекция вводится в экспонометр автоматически при помощи механической связи: выступы и углубления на краях фокусировочного экрана при его установке нажимают на соответствующий переключатель.
Сменные фокусировочные экраны производятся и для крупноформатных камер с размером кадра до 11×14 дюймов. Такие экраны используются вместо штатного матового стекла и состоят из плоской линзы Френеля, значительно повышающей яркость наблюдаемого изображения и её равномерность.